# Ethelurgus
Ethelurgus is een geslacht van insecten uit de orde vliesvleugeligen (Hymenoptera) en de familie Ichneumonidae.

## Soorten
- E. agrestis Townes, 1983
- E. annulicornis Kasparyan & Ruiz-Cancino, 2000
- E. balearicus (Kriechbaumer, 1894)
- E. collaris Townes, 1983
- E. curticauda (Hellen, 1967)
- E. dorsatus Townes, 1983
- E. episyrphicola Kusigemati, 1983
- E. fuscidens Townes, 1983
- E. kumatai Kusigemati, 1983
- E. leptocerus Townes, 1983
- E. nevadensis Townes, 1983
- E. nigriventris Townes, 1983
- E. opacus Townes, 1983
- E. politus Townes, 1983
- E. sodalis (Taschenberg, 1865)
- E. syrphicola (Ashmead, 1890)
- E. vulnerator (Gravenhorst, 1829)